# Andrena zharkolia
Andrena zharkolia is een vliesvleugelig insect uit de familie Andrenidae. De wetenschappelijke naam van de soort is voor het eerst geldig gepubliceerd in 1994 door Osytshnjuk.